# Jakov Polje
Jakov Polje – wieś w Chorwacji, w żupanii primorsko-gorskiej, w mieście Novi Vinodolski. W 2011 roku liczyła 17 mieszkańców.